# Galeola humblotii
Galeola humblotii é uma grande espécie de orquídea saprófita endemica de Njazidja nas Ilhas Comores. Não possui clorofila nem folhas. Seus caules são muito ramificados, e buscam apoio para seus ramos em arbustos. Sua inflorescência é avermelhada, com flores pequenas externamente pubescentes. São plantas que vivem em estreita simbiose com o fungo micorriza. Durante a maior parte do ano seu complexo sistema radicular permanece adormecido, não sendo adequadas ao cultivo doméstico.